# AIDAcosma
El AIDAcosma es un crucero de la clase Excellence operado por la compañía naviera AIDA Cruises. 

## Historial de servicio
En marzo de 2015, Carnival Corporation & plc y Meyer Werft acordaron construir cuatro nuevos buques en los astilleros de Papenburg y Turku entre 2019 y 2022, siendo los AIDAnova, Costa Smeralda, AIDAcosma y Costa Toscana. En junio de 2015, finalmente se ordenaron oficialmente los cuatro buques. La entrega de AIDAcosma está programada para principios de 2020. Posteriormente, la entrega de AIDAcosma se pospuso un año después de su barco hermano Iona.
El primer corte de chapa se realizó el 15 de agosto de 2019, la colocación de la quilla el 15 de octubre de 2019 en el astillero Neptun de Rostock, donde se construyó toda la sección de la máquina, incluidos los tanques, en febrero/marzo de 2020 se transportó a remolque para Papenburgo. En 2020, la entrega se retrasó nuevamente debido a la pandemia de COVID-19. El 10 de julio de 2021, el AIDAcosma abandonó el muelle del edificio. La puesta en servicio del buque estaba programada para diciembre de 2021. Como hubo más retrasos, la puesta en servicio se pospuso hasta el año 2022. El 23 de septiembre de 2021, el AIDAcosma fue transferido a Ems en Eemshaven.
El barco fue entregado de 21 de diciembre de 2021.
El 25 de febrero de 2022 llega a Hamburgo por primera vez y entra en servicio para su viaje inaugural al día siguiente.